# Peter Capaldi
Peter Dougan Capaldi (kəˈpældiː; ur. 14 kwietnia 1958 w Glasgow) – szkocki aktor i reżyser. Laureat nagrody BAFTA i Oscara (razem z Ruth Kenley-Letts) za krótkometrażowy film Franz Kafka’s It’s a Wonderful Life z 1995 roku. Jako aktor występował m.in. w filmach Biznesmen i gwiazdy (1983), Niebezpieczne związki (1988), Jaś Fasola: Nadciąga totalny kataklizm (1997), czy Zapętleni (2009) oraz w licznych serialach telewizyjnych. Jego jedną z bardziej rozpoznawanych kreacji jest rola „spin doktora” Malcolma Tuckera w brytyjskim serialu komediowym The Thick of It, za którą w 2010 roku został uhonorowany nagrodą BAFTA, a oprócz tego był trzykrotnie do niej nominowany za tę rolę (w roku 2006, 2008 i 2013).
4 sierpnia 2013 roku został wybrany na odtwórcę dwunastego wcielenia Doktora, głównej postaci serialu science fiction Doktor Who. Zastąpił wcześniejszego odtwórcę tej roli, Matta Smitha, począwszy od odcinka świątecznego, który został wyemitowany 25 grudnia 2013. Capaldi wystąpił wcześniej w tym serialu w roli Caeciliusa, w 4. sezonie, w odcinku Ogień z Pompejów.
Peter wystąpił w teledysku Lewisa Capaldi „Someone You Loved”. Lewis określił ich pokrewieństwo, stwierdzając, że jego babcia była ciotką Petera.

## Filmografia
Źródło

### Film
| Rok  | Tytuł                                     | Rola                        | Uwagi |
| ---- | ----------------------------------------- | --------------------------- | --- |
| 1982 | Living Apart Together                     | Joe                         | |
| 1983 | Biznesmen i gwiazdy                       | Danny Oldsen                | |
| 1984 | Bless My Soul                             |                             | |
| 1985 | The Personal Touch                        | Dominic                     | film telewizyjny |
| 1985 | Turtle Diary                              | pomocnik dozorcy            | |
| 1985 | John and Yoko: A Love Story               | George Harrison             | film telewizyjny |
| 1986 | God’s Chosen Car Park                     | Everard                     | film telewizyjny |
| 1987 | The Love Child                            | Dillon Flynn                | |
| 1987 | The Story of a Recluse                    | Jamie                       | film telewizyjny |
| 1988 | Kryjówka Białego Węża                     | Angus Flint                 | |
| 1988 | Niebezpieczne związki                     | Azolan                      | |
| 1989 | Dream Baby                                | Willie                      | film telewizyjny |
| 1991 | December Bride                            | Young Sorleyson             | |
| 1991 | Straight Talking                          |                             | film krótkometrażowy |
| 1992 | The Lake                                  | Max                         | film krótkometrażowy |
| 1993 | Soft Top Hard Shoulder                    | Gavin Bellini               | Scenarzysta zdobył BAFTA Scotland Award w kategorii najlepszy aktor |
| 1993 | Franz Kafka’s It’s a Wonderful Life       | Scenarzysta/reżyser         | Oscar z najlepszy aktorski film krótkometrażowy BAFTA za najlepszy film krótkometrażowy Nagroda publiczności na Angers European First Film Festival za film krótkometrażowy |
| 1994 | Captives                                  | Simon                       | |
| 1996 | The Grapevine                             |                             | film krótkometrażowy |
| 1996 | The Treasure Seekers                      | Jellicoe                    | film telewizyjny |
| 1996 | Giving Tongue                             | Duncan Fielding             | film telewizyjny |
| 1997 | Biały labirynt                            | Birgo Lander                | |
| 1997 | Jaś Fasola: Nadciąga totalny kataklizm    | Gareth                      | |
| 1997 | Polowanie na grube ryby                   | pan Gilzean                 | |
| 1998 | What Rats Won’t Do                        | Tony                        | |
| 1999 | The Greatest Store in the World           | pan Whiskers                | film telewizyjny |
| 2001 | Hotel!                                    | Hilton Gilfoyle             | film telewizyjny |
| 2001 | Strictly Sinatra                          | scenarzysta/reżyser         | |
| 2002 | Mrs Caldicot’s Cabbage War                | Derek                       | |
| 2002 | Max                                       | David Cohn                  | |
| 2003 | Miłość ponad wszystko                     | detektyw Terry Machin       | |
| 2003 | Shotgun Dave Rides East                   | Rob                         | film krótkometrażowy |
| 2004 | House of 9                                | Max Roy                     | |
| 2004 | Niceland (Population. 1.000.002)          | John                        | |
| 2004 | Modigliani, pasja tworzenia               | Jean Cocteau                | |
| 2005 | Wild Country                              | Father Steve                | |
| 2005 | The Best Man                              | Priest                      | |
| 2006 | Pinochet in Suburbia                      | Andy McEntee                | |
| 2006 | Aftersun                                  | Jim                         | film telewizyjny |
| 2007 | Salvage                                   | James Mulwray               | film krótkometrażowy |
| 2007 | Magicians                                 | Mike Francis                | |
| 2009 | Zapętleni                                 | Malcolm Tucker              | BAFTA Scotland za najlepszy występ filmowy Chlotrudis Award w kategorii najlepszy aktor drugoplanowy New York Film Critics Circle Award w kategorii najlepszy aktor drugoplanowy (3. miejsce) Los Angeles Film Critics Association Award w kategorii najlepszy aktor drugoplanowy (2. miejsce) Central Ohio Film Critics Association Award w kategorii najlepszy aktor drugoplanowy (2. miejsce) International Cinephile Society Award w kategorii najlepszy aktor drugoplanowy (2. miejsce) nominacja – British Independent Film Award w kategorii najlepszy aktor (2009) nominacja – Chicago Film Critics Association Award w kategorii najlepszy aktor drugoplanowy (2009) nominacja – Online Film Critics Society Award w kategorii najlepszy aktor drugoplanowy (2009) nominacja – Evening Standard British Film Awards: nagroda Peters Sellersa w kategorii komedia nominacja – Online Film & Television Association Award w kategorii najlepszy aktor drugoplanowy nominacja – London Film Critics Circle Award w kategorii aktor roku (2009) |
| 2010 | Bistro                                    | Max                         | film krótkometrażowy |
| 2011 | The Suspicions of Mr Whicher              | Samuel Kent                 | film telewizyjny |
| 2011 | Big Fat Gypsy Gangster                    | Peter VanGellis             | |
| 2013 | World War Z                               | Doktor z W.H.O.             | |
| 2013 | Piąta władza                              | Alan Rusbridger             | |
| 2014 | Paddington                                | pan Curry                   | |
| 2018 | Krzysiu, gdzie jesteś?                    | Królik                      | tylko głos |
| 2019 | The Personal History of David Copperfield | pan Micawber                | |
| 2021 | Legion samobójców: The Suicide Squad      | Gaius Grieves / The Thinker | |
| 2021 | Benediction                               | Siegfried Sassoon           | |